# Atelšek
Atelšek je priimek v Sloveniji, ki ga je po podatkih Statističnega urada Republike Slovenije na dan 1. januarja 2010 uporabljalo  194 oseb in je med vsemi priimki po pogostosti uporabe uvrščen na 2.222. mesto. 

## Znani nosilci priimka
- Darko Atelšek (*1946), harmonikar, zborovodja
- Ivan Atelšek (1928—2011), gospodarstvenik
- Ivan Atelšek, čebelar s Krasa
- Simon Atelšek (*1980), jezikoslovec